# Liên Hoa Sắc
Liên Hoa Sắc (sa. Utpalavarṇā; pi. Uppalavannā; zh. 蓮華色, bính âm: Liánhuásè) là một Tỳ-kheo-ni (ni cô) trong Phật giáo, được xem là một trong những đệ tử ni hàng đầu của Phật. Bà được coi là vị đệ tử ni đứng đầu thứ hai của Phật, cùng với Khema. Bà có tên gọi Uppalavannā (nghĩa là “màu của hoa sen xanh”) từ khi mới sinh, do nước da của bà có màu xanh lam.
Theo truyền thống Thượng tọa bộ, Liên Hoa Sắc sinh ra là con gái của một thương gia giàu có. Bởi nhan sắc của mình, rất nhiều người cầu hôn giàu sang và quyền thế đã đến gặp cha bà để xin cưới. Thay vì kết hôn, bà đã xuất gia theo Phật làm một Tỳ-kheo-ni. Theo truyền thống Căn bản thuyết nhất thiết hữu bộ, Liên Hoa Sắc có một cuộc đời thăng trầm khi làm vợ rồi trở thành kỹ nữ, trước khi quy y Phật giáo và trở thành một Tỳ-kheo-ni.
Liên Hoa Sắc chứng đắc giác ngộ trong khi dùng lửa làm kasina (đối tượng thiền định) chưa đầy hai tuần sau khi thọ giới. Sau khi giác ngộ, bà thành tựu thần túc (các năng lực thần thông), nên Phật tôn xưng bà là đệ tử ni hàng đầu về thần thông. Người đệ tử nam tương ứng với bà chính là Mục Kiền Liên.

## Các nguồn kinh văn
Tư liệu sớm nhất về Liên Hoa Sắc được tìm thấy trên một bia đá khắc vào thế kỷ 3 TCN, khắc họa bà trong sự kiện Phật từ cõi trời Đao Lợi hạ xuống thành Sankassa sau khi lên thăm mẹ tại đó theo truyền thuyết Phật giáo. Liên Hoa Sắc được nhắc đến trong một số kinh điển Phật giáo sơ kỳ thuộc Kinh điển Pali, bao gồm Tương Ưng Bộ kinh, Tăng Chi Bộ kinh, và các tuyển tập Trưởng lão ni kệ cùng Sự nghiệp anh hùng (trong Tiểu Bộ kinh); cũng như trong một số văn bản Phật giáo Đại thừa sơ kỳ như bộ Bát-nhã Ba-la-mật-đa tám vạn bài kệ và luận Đại trí độ luận.
Học giả Phật giáo Tỳ-kheo Bodhi lưu ý rằng, dù được xem là một trong những đệ tử đứng đầu của Phật, chi tiết về cuộc đời Liên Hoa Sắc trong kinh điển và chú giải còn khá ít ỏi. Tỳ-kheo Bodhi chỉ ra rằng trong kinh điển lại ghi chép về một tiền kiếp của bà nhiều hơn là về bản thân vị Tỳ-kheo-ni này.

## Bối cảnh
Theo quan niệm Phật giáo, mỗi khi một vị Phật xuất hiện trên thế gian, vị Phật toàn giác ấy luôn có một nhóm đệ tử đứng đầu. Đối với vị Phật hiện tại là Thích-ca Mâu-ni, hai đệ tử nam đứng đầu là Xá-lợi-phất và Mục Kiền Liên, còn hai đệ tử nữ đứng đầu là Khema và Liên Hoa Sắc.
Theo Kinh điển Pali, trong một kiếp trước Liên Hoa Sắc đã sinh ra làm một người phụ nữ vào thời Phật Padumuttara, và bà từng chứng kiến vị Phật đó tuyên bố một vị ni của mình là đệ tử hàng đầu về thần thông. Sau khi nghe lời tuyên bố ấy, người phụ nữ này đã phát nguyện (adhiṭṭhāna) trở thành đệ tử ni hàng đầu về thần thông dưới thời một vị Phật tương lai, và bà đã làm nhiều việc thiện qua nhiều kiếp sống với hy vọng đạt được điều đó. Nguyện vọng này đã thành tựu vào thời Phật Thích-ca Mâu-ni, khi bà tái sinh thành Liên Hoa Sắc.

## Tiểu sử

### Cuộc sống ban đầu và xuất gia
Liên Hoa Sắc có tên gọi như vậy (nghĩa là màu của hoa sen xanh) bởi vì bà sinh ra với nước da màu hoa sen xanh, đúng theo điều ước mà người ta nói rằng bà đã phát ra trong một kiếp trước. Theo truyền thống Thượng tọa bộ, Liên Hoa Sắc sinh ra trong một gia đình thương nhân giàu có ở thành Xá-vệ (Pāli: Sāvatthī). Khi trưởng thành, Liên Hoa Sắc nổi tiếng với sắc đẹp tuyệt trần; có nhiều vua chúa và phú hộ đến gặp cha bà để hỏi cưới bà. Không muốn làm quá nhiều người phải thất vọng, và sợ có thể xảy ra xung đột giữa các vị cầu hôn giàu sang quyền thế, người cha đề nghị Liên Hoa Sắc xuất gia làm Tỳ-kheo-ni (tức nữ tu) theo Phật. Vốn đã hướng về đời sống xuất gia, bà hoan hỷ đồng ý và thọ giới với Phật để trở thành một vị ni. Theo truyền thống Căn bản thuyết nhất thiết hữu bộ, Utpalavarṇā lại sinh ra làm con gái một thương nhân ở Taxila và lấy chồng là một người địa phương. Sau đó bà phát hiện chồng mình ngoại tình với mẹ ruột, liền bỏ ông ta cùng đứa con gái sơ sinh. Utpalavarṇā về sau kết hôn với một người đàn ông khác, và người này cưới thêm một người vợ thứ hai – mà bà phát hiện chính là người con gái mình đã bỏ rơi năm xưa. Quá đau khổ trước sự thật này, bà bỏ đi và trở thành một kỹ nữ, trước khi được Đại Mục Kiền Liên cảm hóa và xuất gia làm ni.

### Giác ngộ
Các kinh văn ghi rằng Liên Hoa Sắc đã chứng ngộ chưa đầy hai tuần sau khi thọ giới Tỳ-kheo-ni. Không lâu sau khi trở thành ni cô, đến lượt bà chuẩn bị giảng đường để làm lễ Bố-tát. Trong lúc các ni khác đi vắng, bà thắp một ngọn đèn và bắt đầu quét dọn giảng đường theo phận sự. Sử dụng ánh lửa từ ngọn đèn làm kasina (đối tượng thiền định), bà nhập vào trạng thái định sâu và trở thành một vị Ứng Cúng giác ngộ hoàn toàn (A-la-hán) vào cuối đêm đó.

### Đệ tử đứng đầu
Sau khi giác ngộ, Liên Hoa Sắc đạt được sự tinh thông về thần túc (các năng lực thần thông), được mô tả là vượt trội hơn bất kỳ Tỳ-kheo-ni nào khác cùng thời Phật. Do vậy, Phật đã tôn xưng bà là đệ tử ni hàng đầu về thần thông. Phật cũng tán dương khả năng giảng dạy và lãnh đạo của Liên Hoa Sắc, tuyên bố rằng bà và Khema là các đệ tử ni đứng đầu để các ni khác noi theo. Liên Hoa Sắc và Khema chia sẻ danh hiệu đệ tử đứng đầu với các vị đối tác nam tương ứng là Đại Mục Kiền Liên và Xá-lợi-phất.

### Vụ cưỡng hiếp

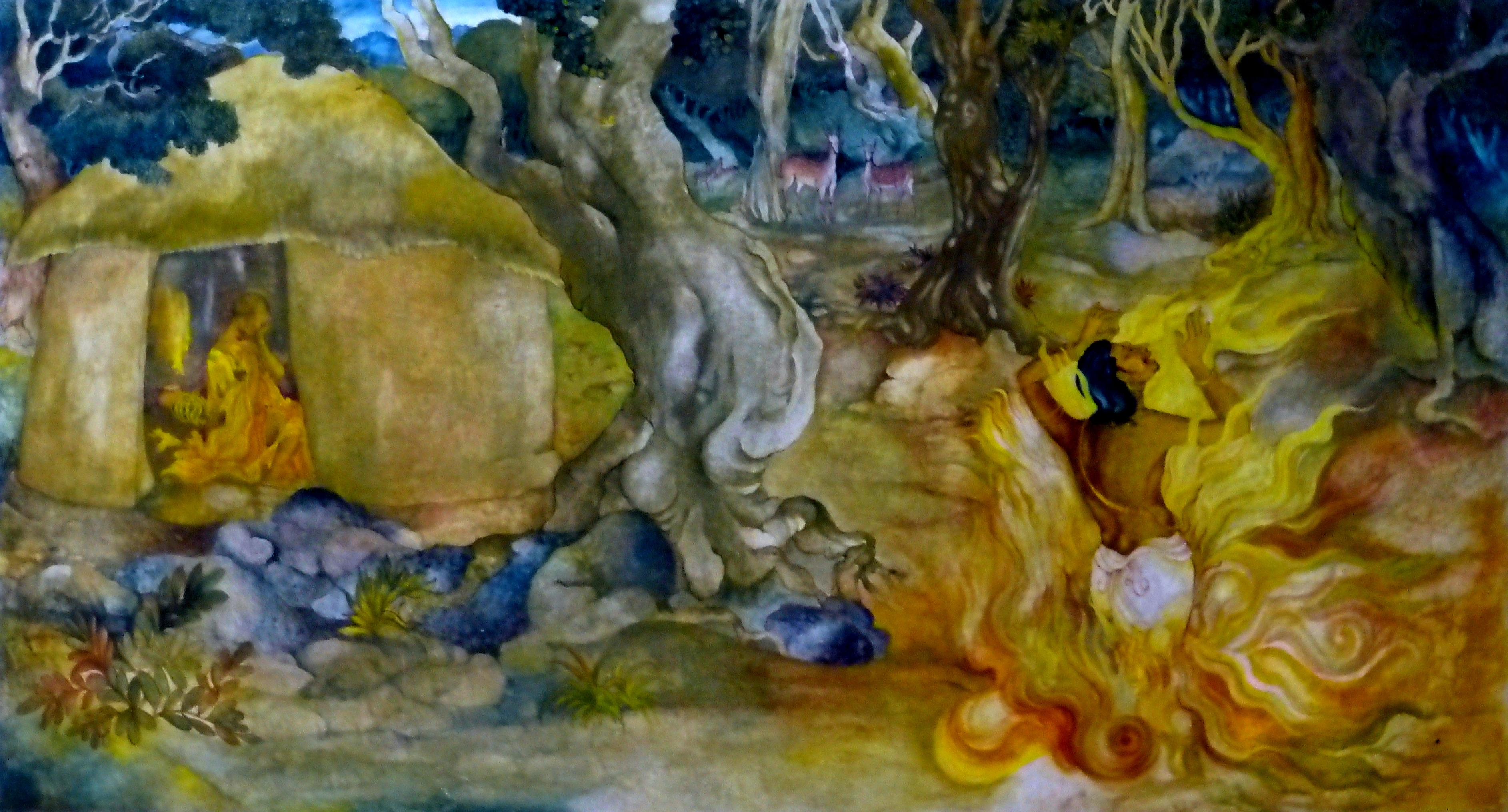
Một người đàn ông bị nuốt xuống địa ngục A Tỳ sau khi cố cưỡng hiếp Liên Hoa Sắc.

Theo truyền thống Thượng tọa bộ, có một người đàn ông ham muốn Liên Hoa Sắc từ trước khi bà xuất gia đã lẻn vào am thất của bà và mưu toan cưỡng hiếp bà. Liên Hoa Sắc cố gắng dùng thần thông để đào thoát, nhưng do một ác nghiệp trong quá khứ, thần thông của bà bị vô hiệu và vụ cưỡng hiếp vẫn diễn ra. Tên cưỡng hiếp sau đó bị đất nuốt chửng và rơi xuống địa ngục A Tỳ vì tội ác của hắn. Sau sự việc, khi được hỏi, Phật nói rằng Liên Hoa Sắc không hề phạm giới dâm của người xuất gia vì bà không hề tự nguyện. Sự kiện này dẫn đến việc đặt ra một điều luật cấm các ni ở một mình nơi hoang vắng để phòng ngừa những trường hợp tương tự.

### Phép màu Chuyển luân vương
Màn thị hiện thần thông đáng chú ý nhất của Liên Hoa Sắc là một phép lạ trong đó bà biến hóa thành một Chuyển luân vương (vua chuyển luân), và tạo ra một đoàn tùy tùng lớn để đảnh lễ Phật. Kinh điển ghi rằng bà đã đề nghị thực hiện thần thông này trong sự kiện phép lạ song thông tại Thành Xá-vệ, nhưng Phật từ chối và bảo bà chờ thời cơ thích hợp. Bốn tháng sau, Liên Hoa Sắc đã biểu diễn phép lạ đó tại thành Sankassa khi Phật từ cõi trời Đao Lợi trở về nhân gian sau mùa an cư.

### Chạm trán Ma vương
Một lần, khi Liên Hoa Sắc đang thiền định một mình trong rừng, Ma vương xuất hiện để phá rối sự tập trung của bà. Ma vương hiện ra và bảo rằng bà nên e sợ bọn bất lương, bởi lẽ một nữ nhân trẻ đẹp ngồi một mình nơi hoang vắng rất dễ gặp nguy hiểm. Là một bậc A-la-hán, Liên Hoa Sắc nhìn thấu trò hăm dọa này và mô tả những thần thông của mình, giải thích với Ma vương rằng bà làm chủ được tâm mình và chẳng có gì phải sợ. Thất vọng vì không thể lay chuyển sự định tâm của bà, Ma vương đành bỏ đi.

## Di sản
Liên Hoa Sắc giữ vai trò bổ trợ tương ứng với người đệ tử nam cùng cặp là Đại Mục Kiền Liên. Ni sư người Mỹ Tathālokā Therī chỉ ra rằng câu chuyện Liên Hoa Sắc bị cưỡng hiếp trong truyền thống Pāli có chung chủ đề với trường hợp của Mục Kiền Liên, khi thần thông của ông cũng từng đột ngột mất hiệu lực một lần do nghiệp xấu trong quá khứ, khiến ông không thể trốn thoát và bị một nhóm cướp giết chết. Nhà nhân chủng học Ranjini Obeyesekere nhận xét rằng trong hai cặp đệ tử đứng đầu của Phật, mỗi cặp gồm một vị da sẫm màu (Mục Kiền Liên và Liên Hoa Sắc) và một vị da sáng màu (Xá-lợi-phất và Khema). Obeyesekere lập luận rằng sự ghép cặp này nhằm tượng trưng cho tính bao trùm của giáo pháp nhà Phật, rằng Pháp (Dhamma) dành cho mọi người thuộc mọi màu da và tầng lớp.